# Villa rustica (Brislington)
Die Villa rustica bei Brislington ist ein ehemaliger römischer Gutshof (Villa rustica) auf dem Gebiet des heutigen Brislington, eines Vorortes der Stadt Bristol in South West England. Der Gutshof befindet sich südlich des Flusses Brislington Brook, eines Zubringers des Avon.
Die Villa wurde 1899 entdeckt und daraufhin vom Bristol City Museum ausgegraben. 1900 erschien ein kurzer Ausgrabungsbericht. Es handelt sich um eine nach Süden ausgerichtete Portikusvilla mit Eckrisaliten. Mindestens fünf Räume waren mit Mosaiken dekoriert, die alle geometrische Muster zeigen. Es fanden sich zahlreiche Reste von Wandmalereien. Die Villa hatte vielleicht drei Bauphasen, die nur schwer datiert werden können. Neun Münzen datieren von 267 bis 361 n. Chr.